# Guérigny
Guérigny és un municipi francès, situat al departament del Nièvre i a la regió de Borgonya - Franc Comtat. L'any 2007 tenia 2.573 habitants.

## Demografia

### Població
El 2007 la població de fet de Guérigny era de 2.573 persones. Hi havia 1.124 famílies, de les quals 380 eren unipersonals (144 homes vivint sols i 236 dones vivint soles), 324 parelles sense fills, 320 parelles amb fills i 100 famílies monoparentals amb fills.
La població ha evolucionat segons el següent gràfic:
Habitants censats

### Habitatges
El 2007 hi havia 1.297 habitatges, 1.136 eren l'habitatge principal de la família, 77 eren segones residències i 84 estaven desocupats. 1.054 eren cases i 239 eren apartaments. Dels 1.136 habitatges principals, 751 estaven ocupats pels seus propietaris, 365 estaven llogats i ocupats pels llogaters i 20 estaven cedits a títol gratuït; 8 tenien una cambra, 88 en tenien dues, 281 en tenien tres, 344 en tenien quatre i 415 en tenien cinc o més. 753 habitatges disposaven pel capbaix d'una plaça de pàrquing. A 500 habitatges hi havia un automòbil i a 453 n'hi havia dos o més.

### Piràmide de població
La piràmide de població per edats i sexe el 2009 era:
| Homes | Edats   | Dones |
| ----- | ------- | ----- |
| 0     | 95 o +  | 0     |
| 0     | 90 a 94 | 0     |
| 0     | 85 a 89 | 0     |
| 0     | 80 a 84 | 0     |
| 0     | 75 a 79 | 4     |
| 4     | 70 a 74 | 8     |
| 12    | 65 a 69 | 8     |
| 16    | 60 a 64 | 12    |
| 4     | 55 a 59 | 8     |
| 0     | 50 a 54 | 4     |
| 8     | 45 a 49 | 0     |
| 0     | 40 a 44 | 4     |
| 0     | 35 a 39 | 0     |
| 8     | 30 a 34 | 0     |
| 0     | 25 a 29 | 4     |
| 0     | 20 a 24 | 0     |
| 0     | 15 a 19 | 0     |
| 0     | 10 a 14 | 0     |
| 0     | 5 a 9   | 0     |
| 0     | 0 a 4   | 0     |

## Economia
El 2007 la població en edat de treballar era de 1.523 persones, 1.153 eren actives i 370 eren inactives. De les 1.153 persones actives 1.063 estaven ocupades (564 homes i 499 dones) i 90 estaven aturades (38 homes i 52 dones). De les 370 persones inactives 145 estaven jubilades, 93 estaven estudiant i 132 estaven classificades com a «altres inactius».

### Ingressos
El 2009 a Guérigny hi havia 1.136 unitats fiscals que integraven 2.519 persones, la mediana anual d'ingressos fiscals per persona era de 16.876 €.

### Activitats econòmiques
Dels 98 establiments que hi havia el 2007, 3 eren d'empreses alimentàries, 2 d'empreses de fabricació de material elèctric, 1 d'una empresa de fabricació d'elements pel transport, 5 d'empreses de fabricació d'altres productes industrials, 9 d'empreses de construcció, 19 d'empreses de comerç i reparació d'automòbils, 4 d'empreses de transport, 10 d'empreses d'hostatgeria i restauració, 7 d'empreses financeres, 2 d'empreses immobiliàries, 7 d'empreses de serveis, 16 d'entitats de l'administració pública i 13 d'empreses classificades com a «altres activitats de serveis».
Dels 35 establiments de servei als particulars que hi havia el 2009, 1 era una oficina d'administració d'Hisenda pública, 1 gendarmeria, 1 oficina de correu, 2 oficines bancàries, 3 funeràries, 3 tallers de reparació d'automòbils i de material agrícola, 1 taller d'inspecció tècnica de vehicles, 1 autoescola, 2 guixaires pintors, 3 fusteries, 2 lampisteries, 2 electricistes, 5 perruqueries, 1 veterinari, 5 restaurants, 1 agència immobiliària i 1 saló de bellesa.
Dels 12 establiments comercials que hi havia el 2009, 1 era un hipermercat, 3 fleques, 3 carnisseries, 1 una peixateria, 1 una botiga d'electrodomèstics, 1 un drogueria i 2 floristeries.

## Equipaments sanitaris i escolars
Els 2 equipaments sanitaris que hi havia el 2009 eren farmàcies.
El 2009 hi havia 1 escola maternal i 2 escoles elementals. Guérigny disposava d'un col·legi d'educació secundària amb 328 alumnes.

## Poblacions més properes
El següent diagrama mostra les poblacions més properes.